# Scolopendrium hemionitis
Scolopendrium hemionitis là một loài dương xỉ trong họ Aspleniaceae. Loài này được Lag., D. García & Clemente mô tả khoa học đầu tiên năm 1802.
Danh pháp khoa học của loài này chưa được làm sáng tỏ. 